# 2012年ロンドンオリンピックのイギリス選手団
2012年ロンドンオリンピックのイギリス選手団（2012ねんロンドンオリンピックのイギリスせんしゅだん）は、2012年7月27日から8月12日にかけてイギリスの首都ロンドンで開催された2012年ロンドンオリンピックのイギリス選手団、およびその競技結果。

## 概要
今大会は開催国として迎え金メダル29個、銀メダル17個、銅メダル19個の合計65個のメダルを獲得した。

## メダル
| メダル | 選手名 | 競技           | 種目                     | 日付（現地） |
| ------ | --- | -------------- | ------------------------ | ------------ |
| 金     | モハメド・ファラー | 陸上           | 男子5000m                | 8月11日      |
| 金     | モハメド・ファラー | 陸上           | 男子10000m               | 8月04日      |
| 金     | グレッグ・ラザフォード | 陸上           | 男子走幅跳               | 8月04日      |
| 金     | ジェシカ・エニス | 陸上           | 女子七種競技             | 8月04日      |
| 金     | アンディ・マレー | テニス         | 男子シングルス           | 8月05日      |
| 金     | アレックス・グレゴリー ピート・リード トム・ジェームズ アンドリュー・トリグスホッジ | ボート         | 男子舵なしフォア         | 8月04日      |
| 金     | アナ・ワトキンス キャサリン・グレインジャー | ボート         | 女子ダブルスカル         | 8月03日      |
| 金     | ヘレン・グラバー ヘザー・スタニング | ボート         | 女子舵なしペア           | 8月01日      |
| 金     | ソフィー・ホスキング キャサリン・コープランド | ボート         | 女子軽量級ダブルスカル   | 8月04日      |
| 金     | ルーク・キャンベル | ボクシング     | 男子バンタム級           | 8月11日      |
| 金     | アンソニー・ジョシュア | ボクシング     | 男子スーパーヘビー級     | 8月12日      |
| 金     | ニコラ・アダムズ | ボクシング     | 女子フライ級             | 8月09日      |
| 金     | ベン・エインズリー | セーリング     | 男子フィン級             | 8月05日      |
| 金     | ブラッドリー・ウィギンス | 自転車         | 男子個人タイムトライアル | 8月01日      |
| 金     | エド・クランシー ジェライント・トーマス スティーヴン・バーク ピーター・ケノー | 自転車         | 男子団体追抜             | 8月03日      |
| 金     | ダニエル・キング ローラ・トロット ジョアンナ・ロウセル | 自転車         | 女子団体追抜             | 8月04日      |
| 金     | ジェイソン・ケニー | 自転車         | 男子スプリント           | 8月06日      |
| 金     | フィリップ・ヒンデス クリス・ホイ ジェイソン・ケニー | 自転車         | 男子チームスプリント     | 8月02日      |
| 金     | クリス・ホイ | 自転車         | 男子ケイリン             | 8月07日      |
| 金     | ヴィクトリア・ペンドルトン | 自転車         | 女子ケイリン             | 8月03日      |
| 金     | ローラ・トロット | 自転車         | 女子オムニアム           | 8月07日      |
| 金     | シャーロット・デュジャディン | 馬術           | 馬場馬術個人             | 8月09日      |
| 金     | カール・ヘスター ローラ・ベクトルシェイマー シャーロット・デュジャディン | 馬術           | 馬場馬術団体             | 8月07日      |
| 金     | ニック・スケルトン ベン・マーハー スコット・ブラッシュ ピーター・チャールズ | 馬術           | 障害飛越団体             | 8月06日      |
| 金     | ラッセル・ウィルソン | 射撃           | 男子ダブルトラップ       | 8月02日      |
| 金     | ティム・ベイリー エティエン・ストット | カヌー         | 男子スラロームC-2        | 8月02日      |
| 金     | エドワード・マッキーバー | カヌー         | 男子スプリントK-1 200m   | 8月11日      |
| 金     | ジェードルイス・ジョーンズ | テコンドー     | 女子57kg級               | 8月09日      |
| 金     | アリステア・ブラウンリー | トライアスロン | 男子                     | 8月07日      |
| 銀     | クリスティーン・オールグー | 陸上           | 女子400m                 | 8月05日      |
| 銀     | マイケル・ジェーミソン | 競泳           | 男子200m平泳ぎ           | 8月01日      |
| 銀     | ローラ・ロブソン アンディ・マレー | テニス         | 混合ダブルス             | 8月05日      |
| 銀     | ザック・パーチェイス マーク・ハンター | ボート         | 男子軽量級ダブルスカル   | 8月04日      |
| 銀     | ピーター・チェンバース ロブ・ウィリアムズ リチャード・チェンバース クリス・バートレー | ボート         | 男子軽量級舵なしフォア   | 8月02日      |
| 銀     | フレディ・エバンス | ボクシング     | 男子ウェルター級         | 8月12日      |
| 銀     | ルイス・スミス | 体操           | 男子あん馬               | 8月05日      |
| 銀     | ニック・デンプシー | セーリング     | 男子RS-X級               | 8月07日      |
| 銀     | スチュアート・ビセル ルーク・ペイシェンス | セーリング     | 男子470級                | 8月10日      |
| 銀     | イアイン・パーシー アンドルー・シンプソン | セーリング     | 男子スター級             | 8月05日      |
| 銀     | サスキア・クラーク ハナ・ミルズ | セーリング     | 女子470級                | 8月10日      |
| 銀     | エリザベス・アーミステッド | 自転車         | 女子個人ロード           | 7月29日      |
| 銀     | ヴィクトリア・ペンドルトン | 自転車         | 女子スプリント           | 8月07日      |
| 銀     | ウィリアム・フォックスピット ニコラ・ウィルソン ザラ・フィリップス メアリー・キング クリスティナ・クック | 馬術           | 総合馬術団体             | 7月31日      |
| 銀     | ジェマ・ギボンズ | 柔道           | 女子78kg級               | 8月02日      |
| 銀     | サマンサ・マリー | 近代五種       | 女子                     | 8月12日      |
| 銀     | デービッド・フローレンス リチャード・ハウンズロー | カヌー         | 男子スラロームC-2        | 8月02日      |
| 銅     | ロバート・グレーバーズ | 陸上           | 男子走高跳               | 8月07日      |
| 銅     | レベッカ・アドリントン | 競泳           | 女子400m自由形           | 7月29日      |
| 銅     | レベッカ・アドリントン | 競泳           | 女子800m自由形           | 8月03日      |
| 銅     | トーマス・デーリー | 飛込           | 男子10m高飛込            | 8月11日      |
| 銅     | アラン・キャンベル | ボート         | 男子シングルスカル       | 8月03日      |
| 銅     | ジョージ・ナッシュ ウィリアム・サッチ | ボート         | 男子舵なしペア           | 8月03日      |
| 銅     | アレックス・パートリッジ ジェームズ・フォード トム・ランスレー リチャード・エギントン モハメド・スビヒ グレッグ・シアール マシュー・ラングリッジ コンスタンティン・ルルディス フェラン・ヒル | ボート         | 男子エイト               | 8月01日      |
| 銅     | エリザベス・ストーリー エミリー・マグワイア ローラ・アンスワース クリスタ・カレン アン・パンター ハンナ・マクロード ヘレン・リチャードソン ケイト・ウォルシュ クロー・ロジャース ローラ・バートレット アレックス・ダンソン ジョルジー・トゥイグ アシュリー・ボール サリー ウォルトン ニコラ・ホワイト サラ・トーマス | ホッケー       | 女子                     | 8月10日      |
| 銅     | アンソニー・オゴゴ | ボクシング     | 男子ミドル級             | 8月10日      |
| 銅     | サム・オールダム ダニエル・パービス ルイス・スミス クリスチャン・トーマス マックス・ウィットロック | 体操           | 男子団体総合             | 7月30日      |
| 銅     | マックス・ウィットロック | 体操           | 男子あん馬               | 8月05日      |
| 銅     | エリザベス・トウェドル | 体操           | 女子段違い平行棒         | 8月06日      |
| 銅     | クリス・フルーム | 自転車         | 男子個人タイムトライアル | 8月01日      |
| 銅     | エド・クランシー | 自転車         | 男子オムニアム           | 8月05日      |
| 銅     | ローラ・ベクトルシェイマー | 馬術           | 馬場馬術個人             | 8月09日      |
| 銅     | カリーナ・ブライアント | 柔道           | 女子78kg超級             | 8月03日      |
| 銅     | リアム・ヒース ジョン・スコフィールド | カヌー         | 男子スプリントK-2 200m   | 8月11日      |
| 銅     | ルタロ・ムハンマド | テコンドー     | 男子80kg級               | 8月10日      |
| 銅     | ジョナサン・ブラウンリー | トライアスロン | 男子                     | 8月07日      |